# Angioskopie
Die Angioskopie (von griechisch Angio- Wortteil „Gefäß-“, und scopein „betrachten, untersuchen“) bezeichnet in der Medizin die direkte, die endoskopische oder virtuell endoskopische Betrachtung von Gefäßen, vor allem von Blutgefäßen und Gallenwegen.

## Formen
Man unterscheidet verschiedene Formen der Angioskopie:
- Angioskopie mit einem Angioskop bzw. einem speziellen Endoskop
- direkte Angioskopie (Kapillarmikroskopie)
- virtuelle Angioskopie

## Angioskopie mit einem Angioskop

### Technik
Das Angioskop verfügt wie jedes Endoskop über eine Lichtquelle, eine Glasfaseroptik (Fiberoptik) und einen Katheter zur Spülung mit Kochsalzlösung.
Bei der konventionellen Angioskopie wird das Angioskop, über einen Gefäßschnitt in das Blutgefäß eingeführt. Das Angioskop ist mit einer Videokamera verbunden, welche die Bilder aus dem Inneren des Blutgefäßes kontinuierlich aufzeichnen kann. Die freie Sicht auf die Gefäßinnenwände wird durch Spülen mit Kochsalzlösung gewährleistet. Der Blutfluss darf dadurch nur für kurze Zeit (maximal 30 Sekunden) unterbrochen werden, da es sonst zu Sauerstoffmangel der Gefäße und der sie umgebenden Gewebe kommen kann.

### Anwendungsgebiete

#### Angioskopie der Blutgefäße (Hämangioskopie)
Die Angioskopie der Blutgefäße ermöglicht in erster Linie eine Beurteilung von Stenosen und atherosklerotischen Gefäßveränderungen, insbesondere der Morphologie und der Farbe. Sie wird hauptsächlich zur Kontrolle der Koronargefäße (Koronarangioskopie) oder der Karotiden (Karotisangioskopie) nach einer Koronar- bzw. Karotisangioplastie durchgeführt. Die Angioskopie ist kein Ersatz für die Angiographie, sondern eine ergänzende Untersuchungsmethode.

#### Angioskopie der Gallenwege (Cholangioskopie)
Die Angioskopie der Gallenwege (Cholangioskopie) ermöglicht die Entfernung von Gallensteinen und die Entnahme von Gewebeproben (z. B. Tumorgewebe).

## Direkte Angioskopie (Kapillarmikroskopie)
Bei der direkten Angioskopie (Kapillarmikroskopie, begründet 1916 von Otfried Müller) handelt es sich um die Betrachtung oberflächennaher Blutkapillaren durch den Fingernagel (subungual) und durch die Haut mit einem Mikroskop oder auch einer Lupe sowie die Spiegelung des Augenhintergrunds.

## Virtuelle Angioskopie
Im Rahmen der virtuellen Angioskopie werden 3-dimensionale Gefäßdarstellungen erstellt, die aus Schnittbildern (z. B. Computertomogrammen) errechnet werden.